# Стряма (село)
Вижте пояснителната страница за други значения на Стряма.
Стряма е село в Южна България. То се намира в община Раковски, област Пловдив.

## География
Село Стряма е разположено в Горнотракийската низина на 18 км от град Пловдив на пътя Пловдив-Брезово-Казанлък. Землището на селото е на изток от едноименната река Стряма.

## Наименования
До 1893 година името на селото е Инбекчии. След това носи името Стряма.

## История

### Светилище на Херос Спарток
Светилището се намира в местността Азмака, на 2.5 км северозападно от село Стряма. Светилището не е археологически проучено, но съществуването му се предполага въз основа на откритите паметници. На повърхността са открити фрагменти римска битова керамика, тухли и керемиди. На издигната тераса южно от Азмака има следи от зид. В околностите са разположени няколко надгробни могили.
При три паметника са запазени отделни части от местния епитет на божеството Херос Спарток, което се свързва с обожествен тракийски владетел. Частите са силно фрагментирани, нито един релеф не е цялостно запазен и не може да се възстанови пълната иконографска схема на нито един паметник. Изцяло запазено е името само на едно лице – Флавий Церелий Скелес, син на Местас – неговите когномен (прозвище) и патроним (бащино име) разкриват тракийския му етнически произход. Запазено е и първото име на друг просветител – той носи гръцкото име Хрест.
Липсата на точно датирани находки непозволява уточняването на хронологическите граници на светилището. Приемат се общата дата втората половина на II и III в.

### Ине бей
Едни от първите сведения, известни за сега, за село Ине бей (на османски турски: اينه بك, на турски: Ine bey) са от Османските данъчни регистри от XVI в. През 1516/18 г. в селото са регистрирани 99 мюсюлмански ханета, от които 97 са на оризари, разделени на реките Ине бей и Ибн Хъзър (общността има имам). Общият приход от населението на селото е в размер на 4224 акчета, формиран от данъчно облагане върху добив от: пшеница, ечемик, зеленчукови градини, лен, такса за ползване на ливади, сено, кошери, люпилни за ориз, облагане на оризари, и др.
В регистрацията от 1530 г. в Ине бей са регистрирани 83 ханета на оризари; селото е тимарско в казата Филибе. Приходът от него е в размер на 3435 акчета.
През 1570 г. селището е тимарско в нахия Караджа даг на казата Филибе. В него са регистрирани 22 мюсюлмански домакинства (в смисъл на стандартна данъчна единица) категории чифт, половин чифт и бенак (който притежава половин или по-малко чифта земя), двама неженени мюсюлмани, 30 ханета на оризари и един неженен (общността има двама имами). Общият приход от селото е в размер на 3455 акчета, формиран от данъчно облагане върху добив от: облагане на оризарите, пшеница, смесено зърно, зеленчукови градини, сено, такса за ползване на ливади, кошери, лен, воденици, люпилни за ориз, плодове и други сборни такси. В Джелепкешанския регистър от 1576 г. от селото е записан един джелепкешан.
През 1596 г. в Ине бей са регистрирани 55 мюсюлмански домакинства категория чифт, половин чифт и бенак, 9 неженени мюсюлмани и 24 ханета на оризари (общността има двама имами). Общият приход от селището е в размер на 4000 акчета.
През 1871 г. в село Ине бей е имало 15 християнски семейства. След Освобождението наименованието на селището е побългарено на Инбекчии. Последният кмет на селото преди преименуването му е Рашид Ахмедов, който е избран през 1889 г.

### Гърци
Предполага се, че село Гърци (на турски: Rumlar) е основано около 1400 г. след преместване на жителите му от Северна България. Селото е било по брега на Стряма.  В един от своите пътеписи османският пътешественик Евлия Челеби дава сведения за местата, през които е минал при пътуването си от София за Истанбул през март 1662 г.
| „ | … ... Тръгнахме на изток и стигнахме в град Татар Пазарджик. Оттук, понеже казаха, че [по пътя] през Пловдив и Одрин има голяма навалица и оттам да не се минава, се обърнахме към лявото крило и към Стара Загора. По един път вървяхме на север пет часа и дойдохме в село Карнофол. То е гръцко село. Оттам пак за пет часа стигнахме село Румлар (Гърци), което е вакъф на свещената джамия на Ибрахим паша в Истанбул. Оттам четири часа вървяхме в източна посока и стигнахме в село Кьошелий... | “ |

Първата църква е построена през 1840 г. със средства на Михаил Влаха. През нощта на Ивановден 1893 година, в резултат на суровото време и минусовите температури, реката замръзва, ледени блокове преграждат пътя на водата и селото е залято. По това време в селото е имало 82 семейства, едно начално училище, един учител, двадесет ученици, една църква и един свещеник.

### Стряма
През 1893 г. село Инбекчии е преименувано на Стряма. По това време жителите на село Гърци (Rumlar/Румлар) се заселват в селото на мястото на изселващи се турци. Също има преселници и от съседните села Ръжево Конаре и Калековец.
През 1928 г. Чирпанското земетресение разрушава църква в селото. Жителите веднага построяват малък параклис „Света Троица“ от събраните материали и оцелелите икони. През същата година започва подготовката за създаване на читалище в селото и е построен бетоният мост на река Стряма.
През 1941 г. с помощта на тогавашния свещеник започнал строежът на голяма църква, но материалите им стигнали само да се иззидат стените до покрива и строежът бил замразен поради липса на средства.
През май 1944 г. ятаци от селото са арестувани и държани в училището на село Калояново. На 1 юни 1944 г. те са убити без съд и присъда.
По време на терора, последвал Деветосептемврийския преврат от 1944 година, комунистите, начело с партизанския командир Запрян Фазлов, избиват 57 стрямалии, най-масовото клане за целия период на терора.
Благодарение на многото партизани и ятаци от селото и тяхната връзка с новата власт, след 1944 г. селото просперира. През 1951 г. в землището на селото е създаден поземленият развъдник „Чекерица“. На 14 юни 1956 г. в двора на ветеринарната лечебница отваря врати първата здравна служба в селото. През 1957 г. е построена първата селска фурна. През 1961 г. е построена нова сграда на читалището. През 1967 г. завършва пълната електрификация и водоснабдяване на селото. През 1977 г. е построено новото училище.
През 2005 г. в землището на селото се обособява Индустриална зона Раковски, където много чужди и български фирми изграждат своите фабрики и осигуряват работни места за жителите на селото, общината и района. През 2010 г. в селото е завършена новият храм „Свети мъченици София, Вяра, Надежда и Любов“. През същата година излиза книгата на Надежда Любенова „Стряма, вторият Батак – 1944“, а на следващата - книгата на Рангел Калини „Бойният път на Четвърта полска дружина „Любен“ с командир Запрян Георгиев Фазлов (Леваневски) във въоръжената борба против фашизма през периода от 22 юни 1941 до 9 септември 1944 година“. Паметни плочи на 58 жители от Стряма, загинали във войните за национално обединение 1912-1918 година, са открити на 28 октомври 2012 г. Те са монтирани на входа на църквата.
На 1 май 2020 година Стряма е в епицентъра на земетресение с магнитуд 4,1 – 4,5 по скалата на Рихтер, без жертви и големи материални щети.

## Културни и природни забележителности
Основните културни учреждения, намиращи се на територията на село Стряма, са
- Народно читалище „Христо Ботев“
- Църква „Свети мъченици София, Вяра, Надежда и Любов“
- Основно училище „Отец Паисий“
- Паметник на загинали партизани и ятаци от селото
- Паметник на жертвите на комунизма

- Народно читалище „Христо Ботев“
- Църква „Свети мъченици София, Вяра, Надежда и Любов“
- Основно училище „Отец Паисий“

- Паметник на загинали партизани и ятаци от селото
- Паметник на жертвите на комунизма
- Паметни плочи на загиналите в Балканската и Първата световна война

## Редовни събития
Всяка година на първите петък и събота от месец август се провежда събор.

## Личности
- Иванка Бадалска-Муерова, състезателка по кану-каяк
- Неделчо Нанев, художник, кинооператор
- Запрян Фазлов (Леваневски), комунистически партизански командир
- Стефка Костадинова е по произход от Стряма, жител на селото е баща ѝ – Георги Айгърски.
- Тодор Попов, български революционер от ВМОРО, четник на Кръстьо Българията[12]

## Книги
Творби, свързани със село Стряма:
- Любенова Н., „Стряма, вторият Батак – 1944“, Издателство Маркос, София, 2010 г.
- Кулин Р., „Бойният път на Четвърта полска дружина „Любен“ с командир Запрян Георгиев Фазлов (Леваневски) във въоръжената борба против фашизма през периода от 22 юни 1941 до 9 септември 1944 година“, ЕсЕм, София, 2011 г.
- Кулин Р., „Историята на село Стряма“, в два тома, 2013 г.
- Тимонов, Д., „Село Стряма - Перлата на Горна Тракия“, 2017 г.

## Други
Край селото се оформя промишлената зона, в която се намират:
- Централният склад на „Kaufland“ – Германия,
- „Уилям Хюз“ – Производство на автомобилни седалки и педали – Англия,
- „Дзобеле България“ – Производство на ароматизатори (Амби Пур, Фреш и др.),
- „Уником“ – Производство на алуминиеви профили за дограма, промишлеността и строителството.,
- „Рубикон“ – Консерви,
- „АББ – Концерн за изработка на електронни компоненти“ – шведско-швейцарски,
- „Бруната-България“ ООД – Цех за производство на абонатни станции,
- „Лунатоне – БГ“ ООД – Електроника, и др.